# Bi Wenjing
Bi Wenjing (n. 28 iulie 1981, Xintai⁠(d), Shandong, Republica Populară Chineză) este o gimnastă artistică ce a reprezentat Republica Populară Chineză, medaliată olimpică. A participat la o ediție a Jocurilor Olimpice (1996) în care a câștigat o medalie de argint.